# 霍頓峰
72°4′S 3°11′E / 72.067°S 3.183°E
霍頓峰是南極洲的山峰，位於東部南極洲的毛德皇后地，屬於耶爾斯維克山脈的一部分，處於里瑟默德特山以南，海拔高度2,470米。